# GKD1型柴油机车
GKD1型柴油机车（GKD1）是中国北车集团大连机车车辆有限公司为铁路站段、工矿企业、海港油田等用户设计生产的调车柴油机车车型之一，为交一直流电传动调车及工矿运输用内燃机车。其名字中"GK"代表其为工矿系列机车，"D"代表其传动方式为电传动，以区分传统的液力传动的工矿机车，"1"为其型号。

## 发展历史
GKD1型内燃机车是大连机车车辆工厂1989年底在贵阳煤气工程用机车国际招标中中标后于1990年设计试制成功的。1990年12月21日,首两台机车在大连机车车辆工厂落成并被命名为GKD1型。初步试验表明,机车性能良好,各项技术指标都达到了设计要求。在此以前,大连机车车辆工厂于1990年11月26日至30日完成了6240ZJ型柴油机的UIC100小时台架靠性试验。试验和拆检表明,柴油机性能稳定,各零部件状态良好,各项性能指标与16V240ZJC型柴油机相当。大连机车车辆工厂厂生产的GKD1内燃机车、16V240ZJA型核电站应急发电柴油机及东风10型双节8轴大功率内燃机车被列为1990年度国家级新产品。
根据市场需求,大连机车车辆厂于1998年对该型机车转向架进行了改进设计,加装了制动单元和轮缘润滑装置,使该型转向架的技术水平更加先进,更适合该型机车在编组站频繁启动和停车的作业特点。改进后GKD1型调车机车用转向架于1998年2月开始设计,1998年4月开始生产,1998年5月完成了2台机车的制造和厂内试验。

## 技术特点
GKD1型柴油机车是电力传动的四轴调车、小运转用的柴油机车。机车车体为外走廊式、中梁承载的罩式车体结构。
GKD1型柴油机车装用一台6缸直列式6240ZJ型中速柴油机，这种柴油机是东风4型内燃机车用16V240ZJ型柴油机的系列产品。柴油机装车功率为990千瓦，轮周功率为760千瓦。机车采用交—直流电传动，传动效率高，起动加速性能好，换向快，操纵灵活方便。
GKD1型柴油机车采用两轴转向架，因而能通过70m的小曲线半径，更适合于曲线多而半径小的作业区使用。此转向架具有轴距短、通过曲线半径小、结构简单、检修方便等特点。

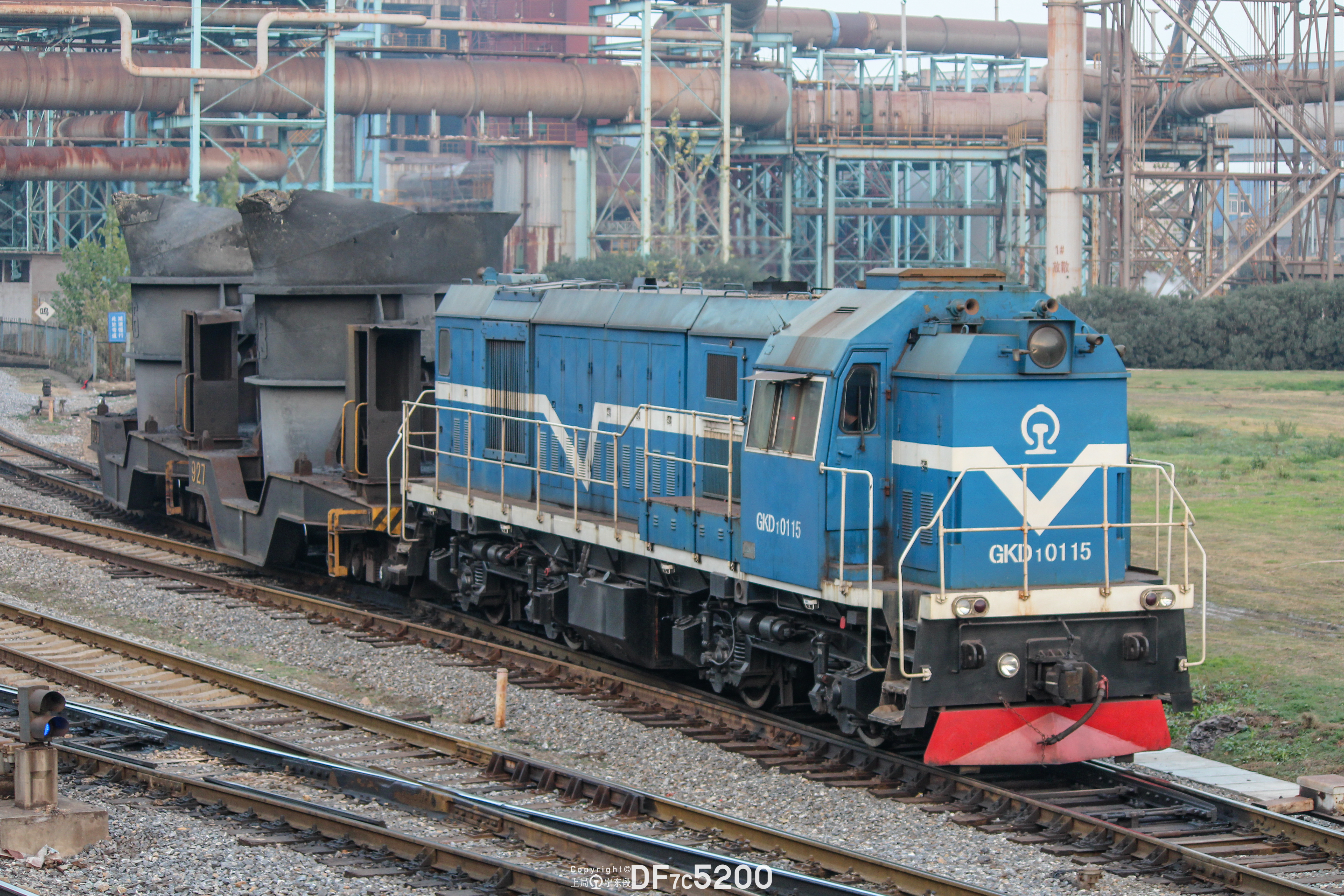
南京钢铁联合有限公司购买的GKD1型内燃机车被专门用于钢水车调车作业